# Мадисон (Миннесота)
Ма́дисон (англ. Madison) — американский город в округе Лак-ки-Парл, Миннесота. По данным переписи 2010 года население составляло 1551 человек. Код FIPS — 27-39266, GNIS ID — 0647361, ZIP-код — 56256.

## Население
По данным переписи 2000 года население составляло 1768 человек, в городе проживало 462 семьи, находилось 789 домашних хозяйств и 882 строения с плотностью застройки 333,9 строения на км². Плотность населения — 669,2 человека на км². Расовый состав населения: белые — 99,21 %, афроамериканцы — 0,23 %, азиаты — 0,23 %, представители двух или более рас — 0,51 %. Испаноязычные составляли 0,06 % населения.
В 2000 году средний доход на домашнее хозяйство составлял $27 102 USD, средний доход на семью $38 008 USD. Мужчины имели средний доход $27 903 USD, женщины $20 694 USD. Средний доход на душу населения составлял $17 435 USD. Около 3,7 % семей и 7,8 % населения находятся за чертой бедности, включая 5,1 % молодежи (до 18 лет) и 11,7 % престарелых (старше 65 лет).